# Stephano (satelit)
Stephano /ste'fa.no/ este un satelit retrograd neregulat al lui Uranus. A fost descoperit de Brett J. Gladman⁠(d), et al. în 1999, şi a primit denumirea provizorie S/1999 U 2.
Confirmat ca Uranus XX, a fost numit după majordomul beat din piesa lui William Shakespeare, Furtuna, în august 2000. 
Parametrii orbitali sugerează că ar putea aparține aceluiași grup dinamic ca Caliban, sugerând o origine comună. 

Animație a orbitei lui Stephano în jurul lui Uranus.
Uranus·
Sycorax·
Francisco·
Caliban·
Stephano·
Trinculo

Animație de imagini de descoperire realizate de în iulie 1999